# Phylledestes vorax
Phylledestes vorax is een vlinder uit de familie van de Simaethistidae. De wetenschappelijke naam van de soort is voor het eerst geldig gepubliceerd in 1907 door Cockerell.